# Лай (село)
Лай (на английски: Leigh, [ˈlaɪ]) е село в графство Кент, югоизточна Англия. Населението му е около 1800 души (2011).
Разположено е на 35 метра надморска височина в равнината Лоу Уийлд, на 4 километра западно от центъра на Тънбридж и на 41 километра югоизточно от центъра на Лондон. Селището съществува от края на XI век, а селската църква е построена през XIII век.

## Известни личности
Починали в Лай
- Робърт Мофат (1795 – 1883), шотландски мисионер